# Сколдычи
Ско́лдычи (бел. Сколдычы) — деревня в Брестском районе Брестской области Белоруссии. Расположена в центральной части района в 9 км к северу от Бреста, к северо-востоку от деревни Чернавчицы. Входит в состав Чернавчицкого сельсовета.

## История
В XIX веке — деревня и фольварк Брестского уезда Гродненской губернии.
В 1905 году — деревня Турнянской волости того же уезда.
После Рижского мирного договора 1921 года — в составе гмины Турна Брестского повята Полесского воеводства Польши, 17 дворов.
С 1939 года — в составе БССР.
Название Сколдычи сопоставляется с этнонимом сколоты.